# Janneke Schopman

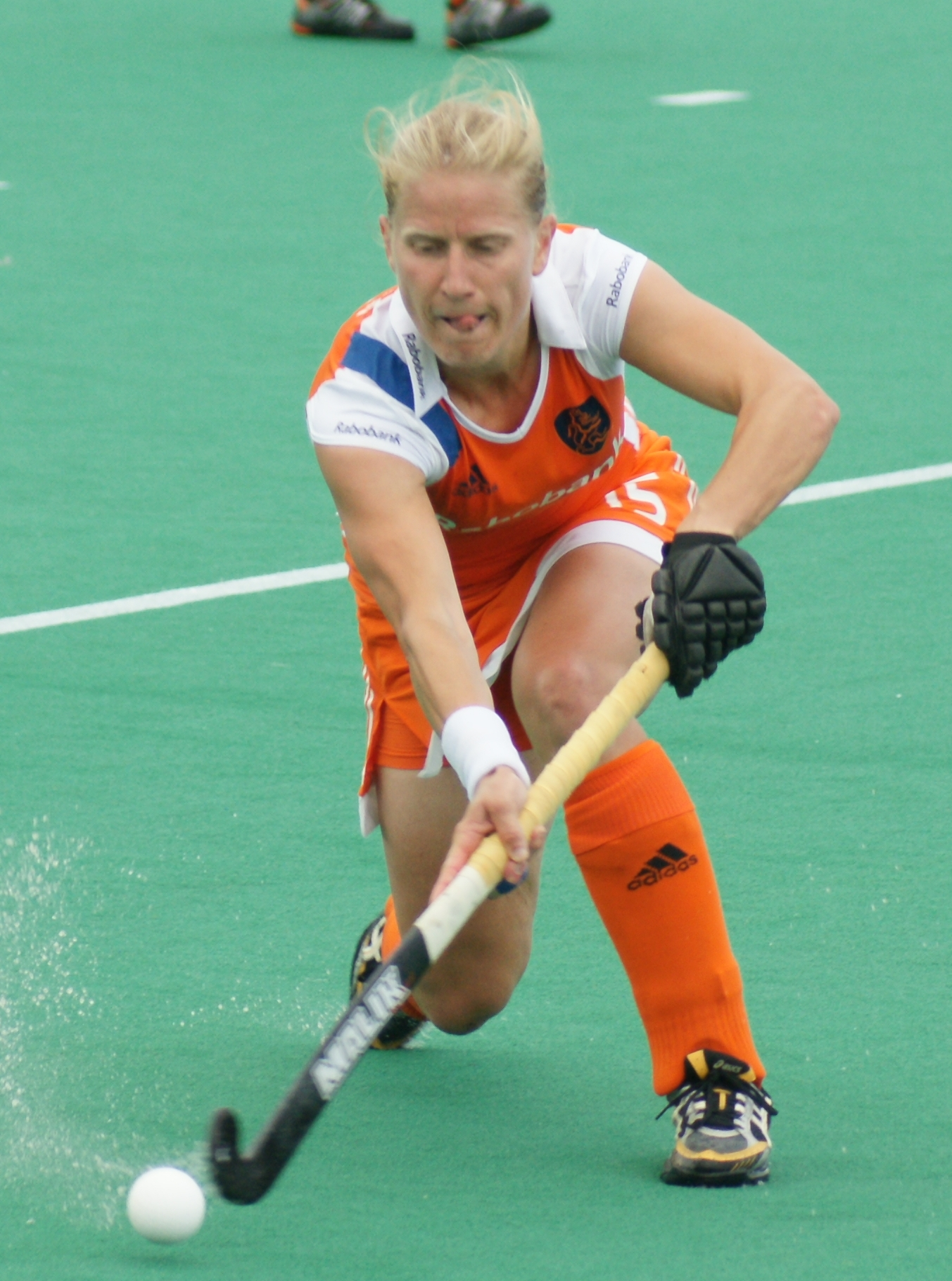
Janneke Schopman (2009)

Johanna Dorotheo Maria „Janneke“ Schopman (* 26. April 1977 in Haarlem) ist eine ehemalige niederländische Hockeyspielerin und heutige -trainerin. Sie gewann mit der niederländischen Nationalmannschaft die olympische Goldmedaille 2008 und die Silbermedaille 2004, war Weltmeisterin im Jahr 2006 sowie Europameisterin in den Jahren 2003, 2005 und 2009.

## Sportliche Karriere
Janneke Schopman spielte ab 2004 bei HC ’s-Hertogenbosch, der dominierenden niederländischen Mannschaft der 2000er Jahre und gewann mit diesem mehrfach die niederländische Meisterschaft. Die 1,68 m große Verteidigerin wirkte bis 2010 in 212 Länderspielen mit.
Bei der Weltmeisterschaft 2002 in Perth gewannen die Niederländerinnen die Vorrundengruppe vor den Australierinnen. Im Halbfinale siegten sie mit 1:0 gegen die Chinesinnen. Das Finale gewann die argentinische Mannschaft im Siebenmeterschießen. Die Europameisterschaft 2003 in Madrid war die sechste Europameisterschaft für Damen, die Niederländerinnen gewannen den fünften Titel. Nach einem 5:1-Halbfinalsieg über die deutsche Mannschaft bezwangen sie die Spanierinnen im Finale mit 5:0. Bei den Olympischen Spielen 2004 in Athen gewannen die Niederländerinnen ihre Vorrundengruppe, wobei sie die zweitplatzierten Deutschen mit 4:1 besiegten. Im Halbfinale bezwangen die Niederländerinnen die argentinischen Weltmeisterinnen nach Siebenmeterschießen. Im Finale trafen die Niederländerinnen wieder auf die deutsche Mannschaft und unterlagen 1:2.
Bei der Europameisterschaft 2005 in Dublin gewannen die Niederländerinnen ihre Vorrundengruppe und bezwangen die englische Mannschaft im Halbfinale mit 2:0. Im Finale siegten die Niederländerinnen gegen Deutschland mit 2:1. Im Jahr darauf bei der Weltmeisterschaft in Madrid gewannen sie ihre Vorrundengruppe vor den Spanierinnen. Im Halbfinale siegten sie gegen die Argentinierinnen mit 3:1, mit dem gleichen Ergebnis gewannen sie den Titel gegen die Australierinnen. Bei der Europameisterschaft 2007 in Manchester bezwangen die Niederländerinnen im Halbfinale die spanische Mannschaft mit 3:0. Im Finale unterlagen sie der deutschen Mannschaft mit 0:2. Im Jahr darauf bei den Olympischen Spielen 2008 in Peking gewannen die Niederländerinnen ihre Vorrundengruppe vor den Chinesinnen. Nach einem 5:2-Halbfinalsieg gegen Argentinien trafen die Niederländerinnen im Finale erneut auf die Chinesinnen und gewannen mit 2:0.
Janneke Schopman gewann ihren dritten Europameistertitel bei der Europameisterschaft 2009 in Amstelveen. Im Finale besiegten die Niederländerinnen die Deutschen mit 3:2. Ihr letztes großes Turnier bestritt Schopman bei der Weltmeisterschaft 2010 in Rosario. In der Vorrundengruppe gewannen die Niederländerinnen vor den Deutschen. Nach einem Halbfinalsieg durch Penaltyschießen gegen die Engländerinnen traf die niederländische Mannschaft im Finale auf die argentinischen Gastgeberinnen und unterlag mit 1:3.
Nach dem Ende ihrer aktiven Laufbahn war sie zunächst Trainerin beim Stichtse Cricket en Hockey Club. 2014 wurde sie Assistenztrainerin der Nationalmannschaft der Vereinigten Staaten, ehe sie 2017 zur Cheftrainerin befördert wurde. Diese Position hatte sie bis November 2019 inne. Ab 2021 war sie Co-Trainerin der indischen Damen-Nationalmannschaft, mit der sie an den Olympischen Spielen 2021 in Tokyo (Platz 4) teilnahm. Nach Turnierende wurde sie zur Nationaltrainerin ernannt und führte das Team unter anderem bei den Commonwealth Games 2022 (Platz 3) und bei Spielen der Hockey Pro League.
Seit November 2024 ist sie die Trainerin der deutschen Damen-Hockeynationalmannschaft und belegte mit dieser bei der Europameisterschaft 2025 den Silberrang.